# Урошевацький округ
42°22′48″ пн. ш. 21°10′12″ сх. д. / 42.38000° пн. ш. 21.17000° сх. д.
Урошевацький округ (алб. Komuna e Ferizajit, серб. Урошевачки округ/Uroševački okrug) — один з семи округів Республіки Косово (згідно адміністративним поділом UNMIK) з центром в місті Урошевац.
За адміністративним поділом Сербії відповідає південній половині Косівського округу. Північна частина Косівського округу входить в згідно адміністративним поділом UNMIK в Приштинський округ.
Нова громада Дженерал-Янкович створена з частини громади Качанік.
Основним населенням округи є албанці, проте в Штрпце переважають серби і чорногорці.

## Общини
- Урошевац (община)
- Штимле (община)
- Штрпце (община) — сербський анклав
- Качанік (община)
- Дженерал-Янкович (община)

## Міста
- Урошевац
- Штимле
- Штрпце
- Качанік
- Дженерал-Янкович

## Населення

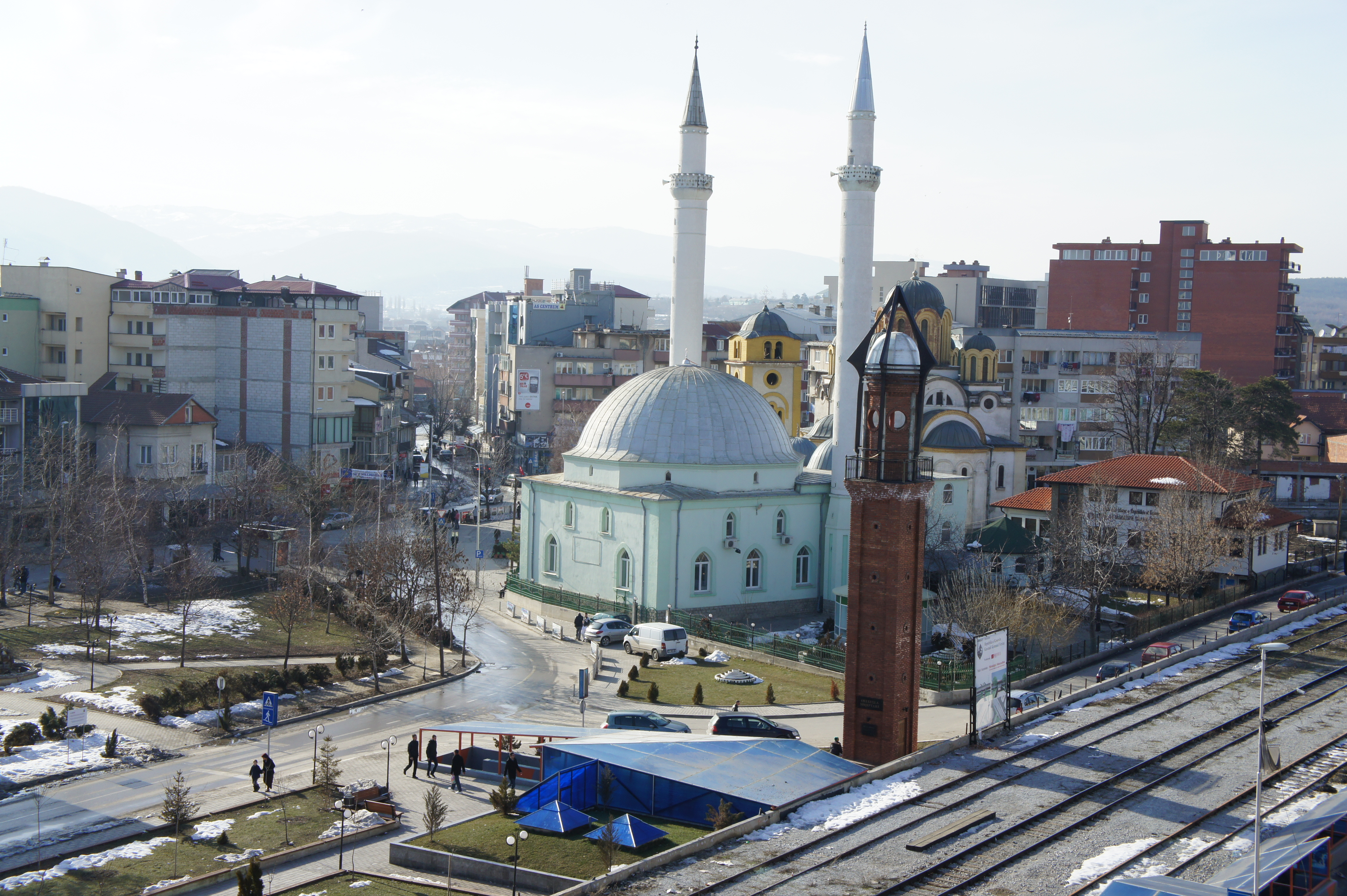
Ушеровац

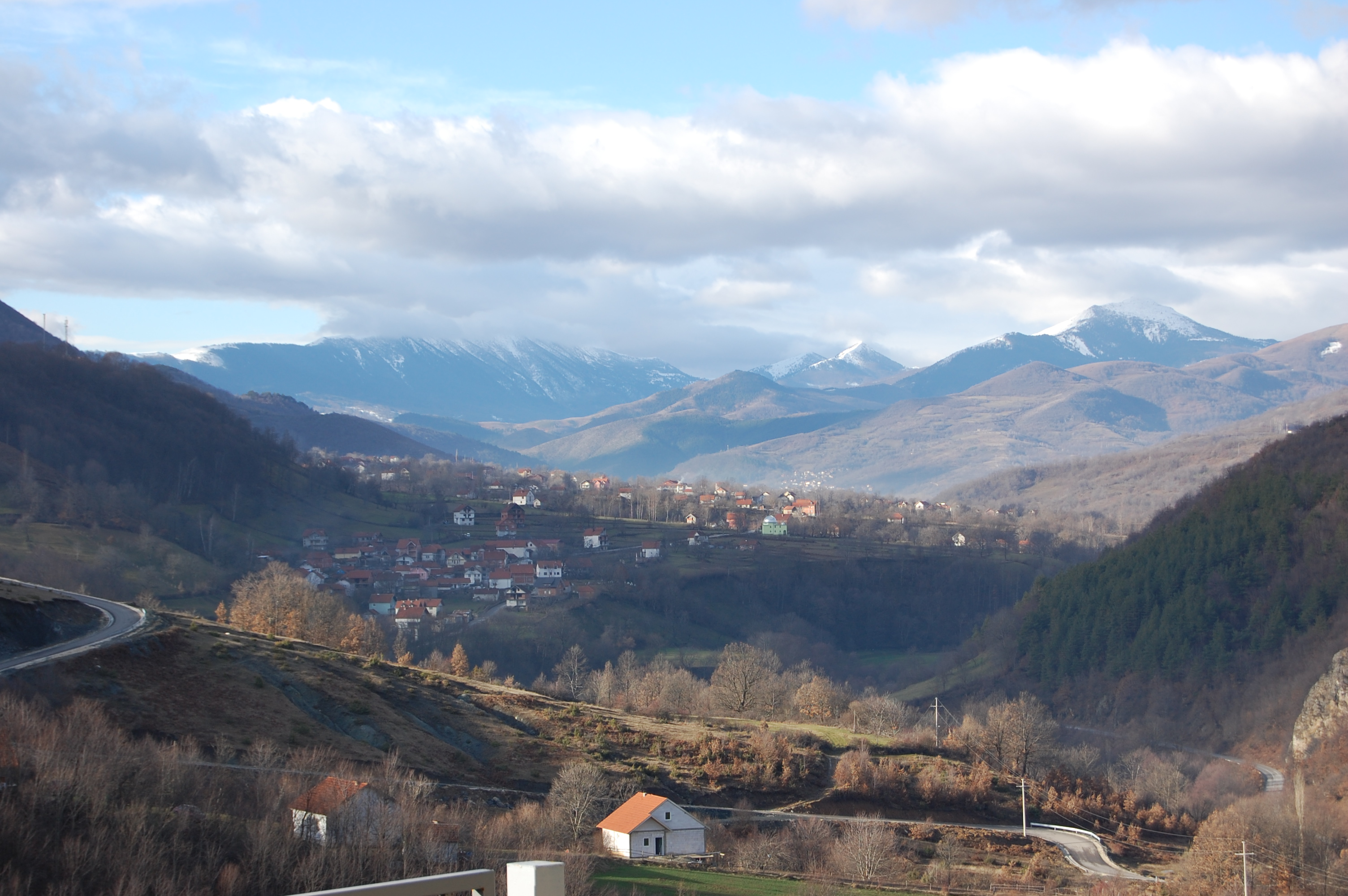
Штрпце

| 1948  | 1953  | 1961  | 1971   | 1981   | 1991   | 2011   |
| ----- | ----- | ----- | ------ | ------ | ------ | ------ |
| 66321 | 73950 | 84926 | 110009 | 147084 | 187896 | 185695 |

|  |